# Kolonia Zawada
 (avril 2021).
Si vous disposez d'ouvrages ou d'articles de référence ou si vous connaissez des sites web de qualité traitant du thème abordé ici, merci de compléter l'article en donnant les références utiles à sa vérifiabilité et en les liant à la section « Notes et références ».
Kolonia Zawada est une localité polonaise de la gmina et du powiat de Tomaszów Mazowiecki en voïvodie de Łódź.